# Ildebrando Cocconi
Ildebrando Cocconi (Parma, 19 ottobre 1877 – Sivizzano, 21 dicembre 1943) è stato un avvocato e scrittore italiano.

## Biografia
Nato a Parma il 19 ottobre 1877 da Giuseppe Cocconi, consigliere d’Appello, e Itala Crema, Ildebrando Ugo Giovanni Cocconi studiò giurisprudenza e avviò una brillante carriera d’avvocato penalista, esercitata a Parma e, per periodi, a Bologna. Il 19 marzo 1904 sposò Margherita Rosa Clotilde Cavalli, da cui ebbe due figli: Giuseppe Italo Maria Cocconi e Goffredo Giordano Cocconi. 
Allo scoppio della prima guerra mondiale si arruolò volontario a 38 anni nel 72° Reparto d’assalto “Fiamme Rosse” e fu decorato con medaglia d’argento al valor militare. Al rientro dal fronte fu eletto presidente onorario dell’Associazione Combattenti e dell’Associazione Volontari di guerra di Parma, dedicandosi alle celebrazioni dei caduti e alla posa di monumenti commemorativi.

## Attività politica e forense
Cocconi aderì in gioventù al socialismo rivoluzionario ispirato da Filippo Corridoni e dai fratelli Alceste e Amilcare De Ambris, che difese in diversi processi. Oppositore dell’impresa di Libia (1911‑12), fu però tra i primi “irredentisti” a sostenere l’intervento in guerra nel 1915. Durante il Ventennio rimase estraneo al fascio locale: nel 1930 il prefetto ne segnalò al Ministero dell’Interno le posizioni “non fasciste”, sorte durante la difesa di alcuni dissidenti del PNF. Nonostante ciò fu chiamato a presiedere (1924) il Comitato d’onore per il monumento parmense a Corridoni, segno della considerazione pubblica di cui continuava a godere.
Come tribuno fu celebre un suo discorso al Teatro Regio di Parma (1919) contro gli “imboscati” interventisti, nonché le conferenze su Giosuè Carducci e Cesare Battisti, che causarono tumulti fra fascisti e avversari.

## Poesia e opere
Spirito irrequieto e romantico, scrisse versi di forma classicheggiante. 
Fu poeta civile, di derivazione romantica ma di taglio classico, cresciuto alla scuola del Carducci, come attestano le sue poesie raccolte nei libri Vigilia nuziale, Oltre l'odio, Bivacchi e sogni, Rime Eroiche, che ispirarono diversi musicisti locali: Renzo Martini (musicò Richiamo d'autunno, E tu, rosa di grazia..., Anche se tu non m'ami); Raoul Frazzi (Inno per i volontari, 1915); Pietro Pallavicino (Liriche); Ildebrando Pizzetti nel 1908 pubblicò 3 liriche (Vigilia nuziale, Remember, Incontro di marzo).
La sua poesia si pone in linea con la tradizione pascoliana e carducciana, ed esalta il valore umano e civile del verso. Oltre alle raccolte prima citate, possiamo ricordare anche Dal Trentino (1915), quartine scritte dal fronte, Reduce prole (1919) sonetto dedicato ai reduci dalla guerra, e Dicono ignoti militi (1922), componimento in endecasillabi sciolti dedicato ai morti senza volto e senza nome, ai militi ignoti.
Spirito fiero e indipendente, generoso e cavalleresco, amante della libertà e insofferente della tirannide, accorse volontario nella prima guerra mondiale ove si guadagnò una medaglia d'argento al valor militare. Consigliere comunale di Parma e candidato alla Camera nell'anteguerra, si interessò di politica ma non fu mai un politico nel senso letterale del termine. Di idee socialiste, militò nel partito sino all'entrata in guerra nel 1915. In seguito affidò i suoi vivaci dissensi di anticonformista alla reazionaria Gazzetta di Parma. Fu un ammiratore entusiasta di Margherita di Savoia. Nei giorni dell'intervento si affiancò ad Alceste de Ambris, che difese ripetutamente in Corte d'Assise, in piena battaglia contro il socialismo ufficiale. Al ritorno dalla trincea, ancora in divisa di fante, pronunciò un discorso al Teatro Regio di Parma contro gli interventisti imboscati che fece molto chiasso, così come le sue conferenze su Carducci e su Battisti (quest'ultima, anzi, fece nascere un pandemonio tra i fascisti e i loro avversari e lo stesso Cocconi ne fu pesantemente coinvolto). Democratico fino allo spasimo, oratore trascinante, conobbe i trionfi del Foro e il favore della folla, che guardò a lui come a un faro di luce e di sapienza. Antifascista senza compromessi, sopportò in silenzio i vent'anni di regime fascista e morì senza poter assistere alla resurrezione della Patria tanto amata e disinteressatamente servita.
Cocconi appartiene all’ultima generazione di poeti parmigiani ottocenteschi: la sua produzione, di tono civile e classicheggiante, si forma alla scuola carducciana e si ispira a Pascoli. Fra le raccolte principali si segnalano Vigilia nuziale (1904), Oltre l’odio (1907), Bivacchi e sogni (1911) e Rime eroiche (1915), quest’ultima condivisa con Luigi Sanvitale. Alla stagione postbellica risalgono i poemetti patriottici Dal Trentino (1915), Reduce prole (1919) e Dicono ignoti militi (1922). Alcuni testi vennero musicati da Renzo Martini, Ildebrando Pizzetti e altri compositori locali.

## Monumenti ed epigrafi
Poeta‑epigrafista ricercato, Cocconi redasse numerose iscrizioni per monumenti ai caduti nella provincia di Parma e Piacenza, spesso intervenendo come oratore ufficiale alle inaugurazioni:
- Monumento a Filippo Corridoni (Parma, piazza Corridoni, 1927) – «…che tutte accolse nel magnanimo cuore le passioni della plebe italiana…».[7]
- Monumento della S.M.S. Pietro Cocconi (Parma, Villetta, 1923).
- Lapide della Società Barbieri e Parrucchieri (Parma, Villetta, 1920).
- Monumento ai caduti di Bardi (1923), scolpito dalla ditta Leoni.[8]
- Monumento di Manzano di Langhirano (1926).[9]

## Morte e memoria
Antifascista “senza compromessi”, Cocconi visse l’ultimo ventennio in riservata opposizione al regime e morì a Sivizzano il 21 dicembre 1943. È sepolto nel locale cimitero, accanto alla madre, in una cappella oggi segnalata come tappa del “Percorso della Libertà”. Nel secondo dopoguerra la stampa parmense ne ricordò la figura di “poeta, oratore, avvocato” con articoli celebrativi su Gazzetta di Parma e sulla rivista Aurea Parma
In suo omaggio, nel cuore di Parma sorge il Viale Ildebrando Cocconi, un viale dal fascino discreto che si snoda tra gli scorci antichi della città (43122 Parma, Italia); mentre nella pittoresca Sorbolo, alle porte di Parma, si apre la Via Ildebrando Cocconi, sentiero vivace che ricorda il celebre avvocato e poeta (43058 Sorbolo, Parma, Italia).

## Discendenti
Il figlio Goffredo C. Cocconi, emigrato a Santos, Brasile, nel 1933, seguì la verve paterna e pubblicò i seguenti libri:
- Cigarros no Cinzeiro (1961), raccolta di racconti edita dalla Libreria Martins. È attualmente in vendita un esemplare autografato dall’autore a Bibi Ferreira[11]. Nella dedicatoria, datata 30‑6‑61 a São Paulo, si legge:

```
 «Alla polièdrica Bibi Ferreira, incarnazione dell’arte, della poesia e dei lirismi, la cui sensibilità potrà – spero – vibrare nella lettura di questo umile lavoro.  
 — Goffredo C. Cocconi»
```

- Aconteceu em Veneza (1962), edito da Martins;

- O Reino das Três Fadas (1948), edito da Globo (Biblioteca Unisinos), citato da Antenor Fischer in A literatura dramática do Rio Grande do Sul, vol. 2[12] con il nome “Gotfredo Cavalli Cocconi”.

Goffredo si sposò nel 1938 con Olga Giolito (1916–1974), figlia di Valentim Giolito (1871–1951) ed Ernesta Montanari Giolito (1876–1953).
Il figlio Giuseppe Cocconi emigrò in Brasile nel 1936, dopo aver vissuto in Messico, dove lavorò come decoratore.
O Tu che un giorno la purpurea vita

Gittasti ai fati e i freschi anni ridenti,

Il Tallone del barbaro non senti

Calpestar la tua gloria oggi tradita?

Ahimè, l'alta ghirlanda è disfiorita:

E tu, contro i nefandi accoppiamenti,

Non levi il grido, tu, vindice ai venti,

Fatto del sangue d'ogni tua ferita?

Milite ignoto, a che non rompi il masso

Che ti racchiude, nume tutelare,

A che non rompi il guerreggiato sasso

Oggi che varcan gli Unni il focolare

Del tuo sepolcro con sonante passo

Attila e Giuda ascendono all'Altare?

Ildebrando Cocconi

maggio 1938, per l'incontro Hitler–Mussolini a Roma

## Fonti e bibliografia
- Greci, M. – Schiavenza, E. La Grande Guerra. Monumenti e testimonianze nelle province di Parma e Piacenza, Parma, Grafiche STEP, 2006 (PDF 2021).
- Molossi, B. Dizionario biografico dei Parmigiani, Parma, 1957.
- Credali, A. «Ildebrando Cocconi», Gazzetta di Parma, 24 settembre 1958, p. 3.
- «Commemorazione di Ildebrando Cocconi», Gazzetta di Parma, 8 dicembre 1958, p. 5.
- Botti, F. «Ildebrando Cocconi poeta, oratore, avvocato», Gazzetta di Parma, 7 settembre 1959, pp. 3‑4.
- «Ildebrando Cocconi», Aurea Parma, XLIII (1959), pp. 215‑216.
- Bocchialini, J. «Ildebrando Cocconi», in Figure e ricordi parmigiani, Parma, 1960, pp. 162‑164.
- Minardi, V. Avvocati e politica a Parma, Parma, 2004.
- Cervetti, V. – Spocci, M. Filippo Corridoni e il suo monumento, Parma, 1987.
- Portale Antenati – Ministero della Cultura, atti di nascita e matrimonio (URL consultati il 21 aprile 2025).

- Botti, F. Ildebrando Cocconi poeta, oratore, avvocato in Gazzetta di Parma 7 settembre 1959
- Bocchialini, J. Cinquant'anni di amicizia con Ildebrando Cocconi, I Quaderni de 'La Giovane Montagna' n. 121, Parma, 1944

| Controllo di autorità | VIAF (EN) 307357759 · SBN CUBV027840 |